# Gemeinde Semič

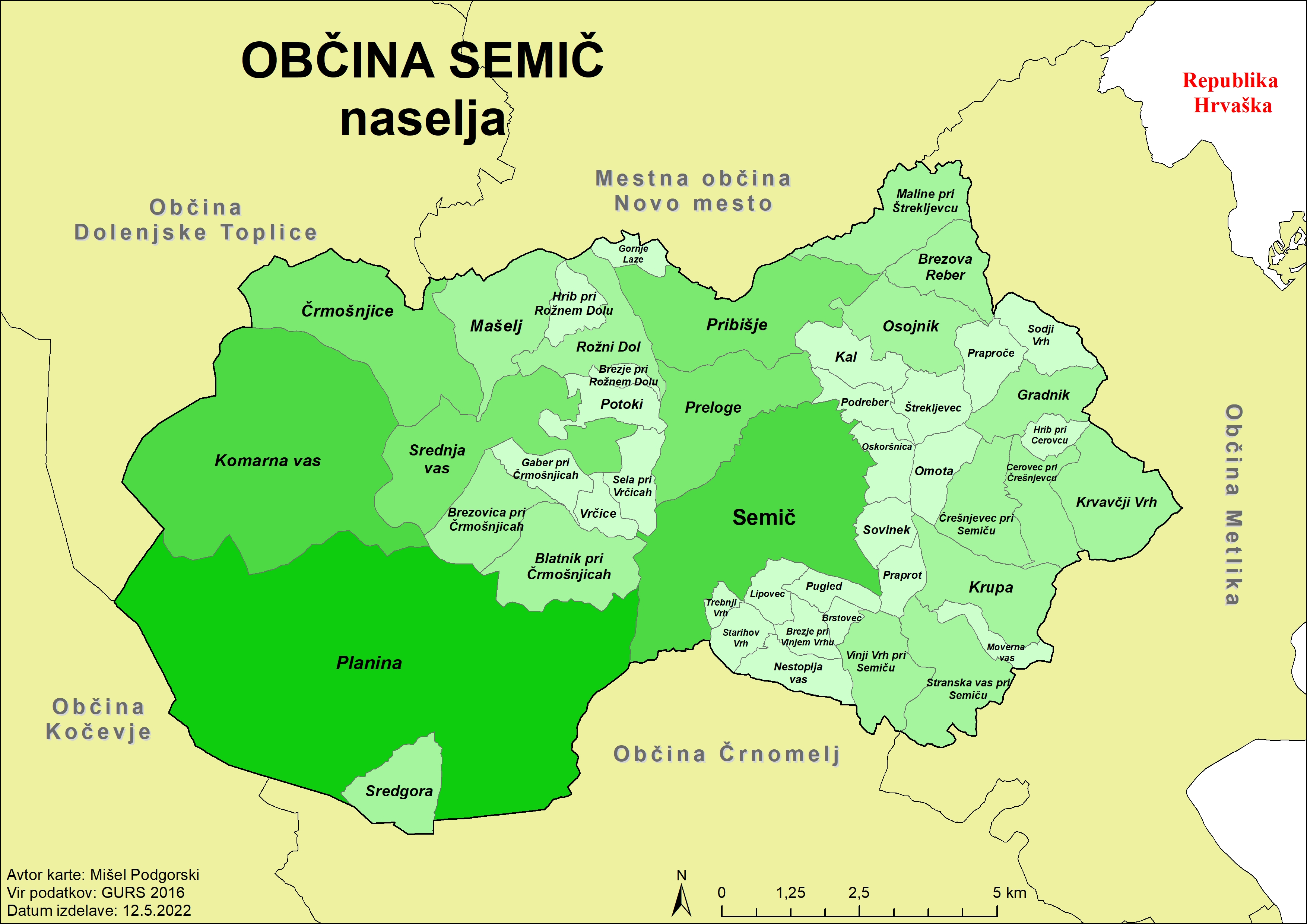
Ortschaften der Občina Semič

Die Gemeinde Semič (dt.: Semitsch) ist eine Gemeinde in der historischen Landschaft Bela krajina (Weißkrain) in Slowenien. Sie ist benannt nach ihrem Hauptort Semič.
In der aus 46 Ortschaften und Weilern bestehenden Gemeinde lebten im Jahr 2023 etwa 3.800 Menschen. 
Die Gemeinde liegt im Hügelland Gorjanci. Ein kleines Gebiet im Nordwesten der Gemeinde um Črmošnjice (Tschermoschnitz), der südliche Teil des Tals Črmošnjiško-poljanska dolina (Moschnitze), bildet einen Teil der historischen Region Gottschee. Einige wenige Bewohner sprechen hier noch das fast ausgestorbene Gottscheerisch. Bis zum Ende des Habsburgerreichs gehörte Semič zum Kronland Krain, wobei Semič eine selbständige Gemeinde im damaligen Gerichtsbezirk Möttling/Metlika (politischer Bezirk Tschernembl/Črnomelj) bildete. Hervorstechendes Merkmal der Gemeinde ist der Weinanbau an den Hängen des Berges Smuk.

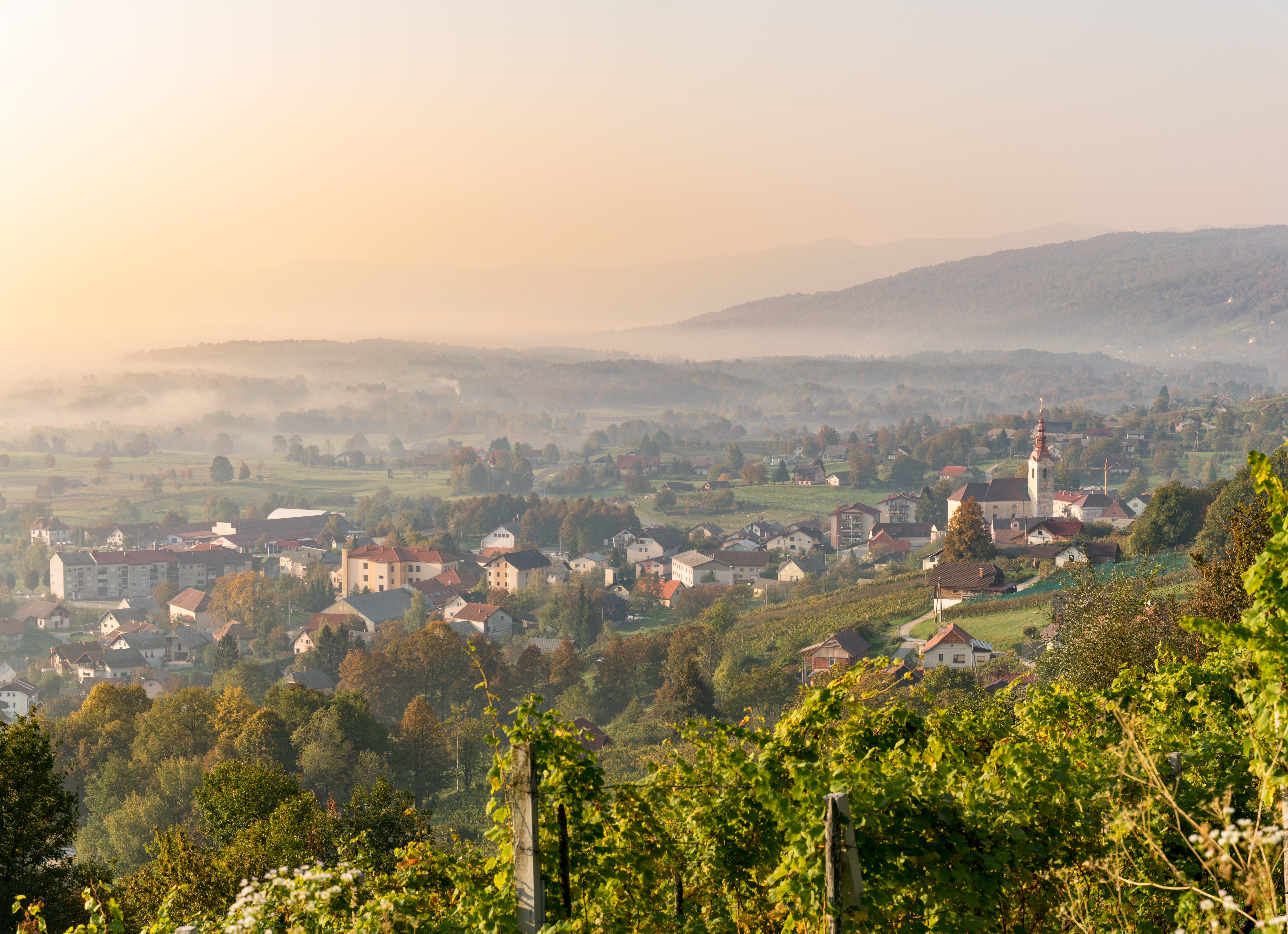
Semič

## Orte und Siedlungen der Gemeinde
In Klammern: die vor 1918 gebräuchlichen, deutschsprachigen Ortsnamen.
| - Blatnik pri Črmošnjicah, (dt. Rußbach) - Brezje pri Rožnem Dolu, (dt. Birkendorf bei Rosenthal) - Brezje pri Vinjem Vrhu, (dt. Birkendorf bei Weinberg) - Brezova Reber, (dt. Birkenleiten in der Windischen Mark) - Brezovica pri Črmošnjicah, (dt. Andreis) - Brstovec, (dt. Werstoutz) - Cerovec pri Črešnjevcu, (dt. Zerrendorf) - Coklovca, (dt. Zoklavitz) - Črešnjevec pri Semiču, (dt. Kerschdorf in der Windischen Mark) - Črmošnjice, (dt. Tschermoschnitz, auch Schermanschnitz) - Gornje Laze, (dt. Obergereuth) - Gradnik, (dt. Gradenegg) | - Hrib pri Cerovcu, (dt. Hrib bei Zerouz, auch Perg) - Hrib pri Rožnem Dolu, (dt. Hrib bei Rosenthal) - Kal, (dt. Kall in der Windischen Mark, auch Sankt Leonhard in der Windischmark) - Komarna vas, (dt. Obertappelwerch, auch Muckendorf) - Kot pri Semiču, (dt. Sankt Josef in der Windischen Mark auch Winkel in der Windischmark) - Krupa, (dt. Krupp, auch Hohenwart, Burgstall in der Windischmark) - Krvavčji Vrh, (dt. Blutsberg) - Lipovec, (dt. Lippenberg) - Maline pri Štrekljevcu, (dt. Malling) - Moverna vas, (dt. Meierdorf) - Nestoplja vas, (dt. Neustopfelsdorf) - Omota, (dt. Omottadorf) | - Oskoršnica, - Osojnik, (dt. Ossoinig) - Planina, (dt. Stockendorf in der Gottschee) - Podreber, (dt. Podreber in der Unterkrain) - Potoki, (dt. Bach in der Unterkrain) - Praproče, (dt. Prapratsche) - Praprot, (dt. Praproth) - Preloge, (dt. Prelogerhof) - Pribišje, (dt. Perwitsch) - Pugled, (dt. Pugled) - Rožni Dol, (dt. Rosenthal in der Unterkrain) - Sela pri Vrčicah, (dt. Dörflein, auch Sella) | - Semič (Hauptort), (dt. Semitsch, auch Ziemsberg) - Sodji Vrh, (dt. Sodjewerch) - Sredgora, (dt. Deutsch-Mittenwald) - Srednja vas, (dt. Mitterdorf) - Starihov Vrh, (dt. Starichaberg) - Stranska vas pri Semiču, (dt. Seitendorf bei Semitsch) - Trebnji Vrh, (dt. Treppenberg) - Vinji Vrh pri Semiču, (dt. Weinberg in der Unterkrain) - Vrčice, - Štrekljevec, (dt. Streckl, auch Streklowitz) |

## Nachbargemeinden
| Dolenjske Toplice          | Dolenjske Toplice, Novo mesto, Metlika      | Metlika |
| Dolenjske Toplice, Kočevje | Kompassrose, die auf Nachbargemeinden zeigt | Metlika |
| Kočevje                    | Črnomelj                                    | Metlika |

## Geschichte
- Massengrab von Gradnik → Hauptartikel: Massengrab in Semič
- PCB-Umweltskandal 1984 → Hauptartikel: PCB-Verschmutzung der Krupa

## Sehenswürdigkeiten und Aktivitäten

### Smuk
Vom Berg Smuk hat man einen guten Ausblick über einen Teil der Bela Krajina. Er ist auch ein beliebter Startpunkt für Drachen- und Gleitschirmflieger.

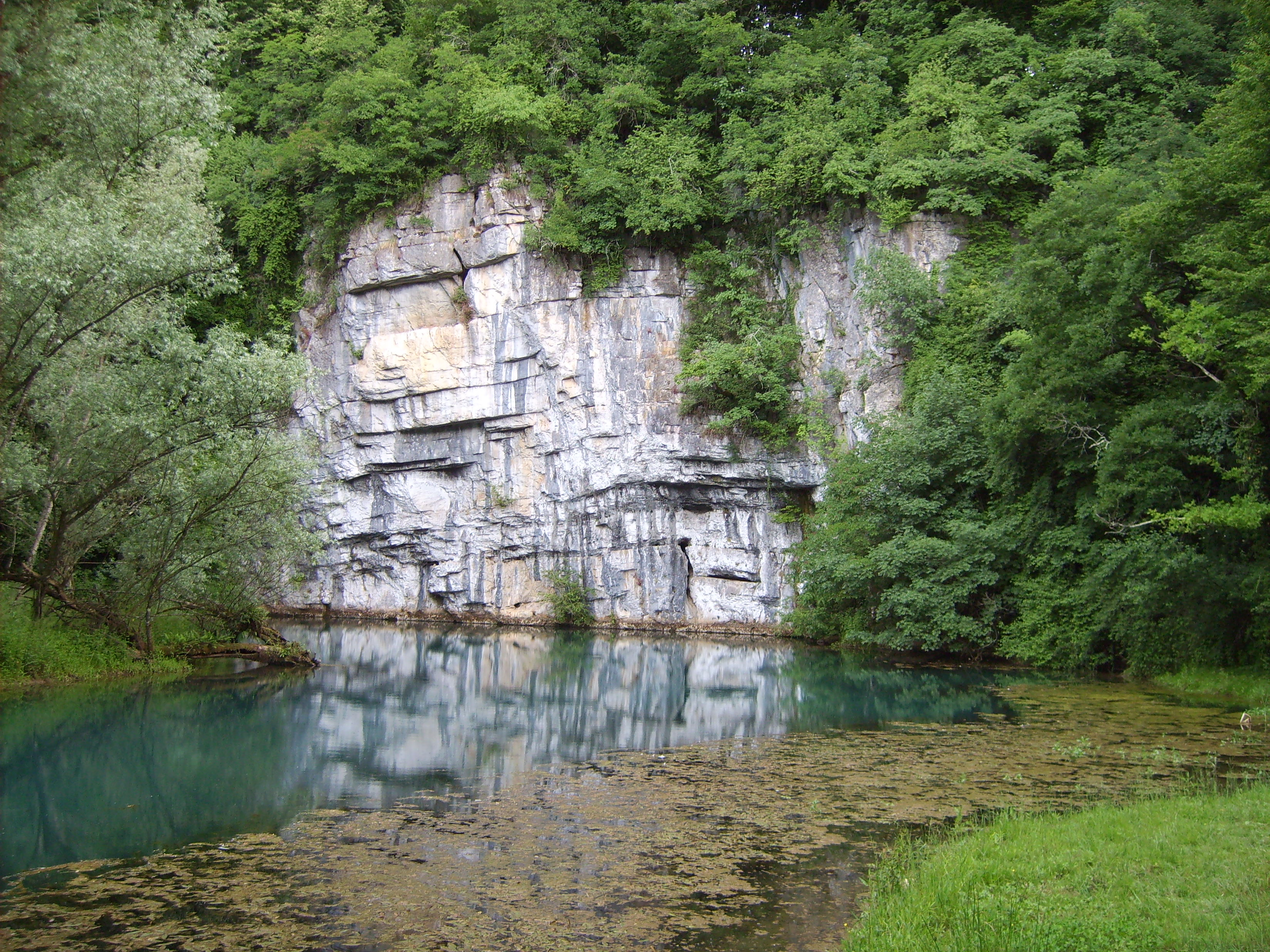
Krupa-Quelle

### Krupaquelle
An der Landstraße nach Gradac (Slowenien) zweigt linker Hand die Straße zum Ort Krupa (Bela krajina) ab, in dessen unmittelbarer Nähe die pittoreske Karstquelle der Krupa entspringt.

### Karsthöhle Malikovec
Die kleine Malikovec-Höhle liegt im Hinterland der Krupaquelle bei den Weilern Lipovec und Pugled. Sie hat eine Gesamtlänge von 80 m, eine maximale Tiefe von 28 m und ist über eine Treppe zugänglich.

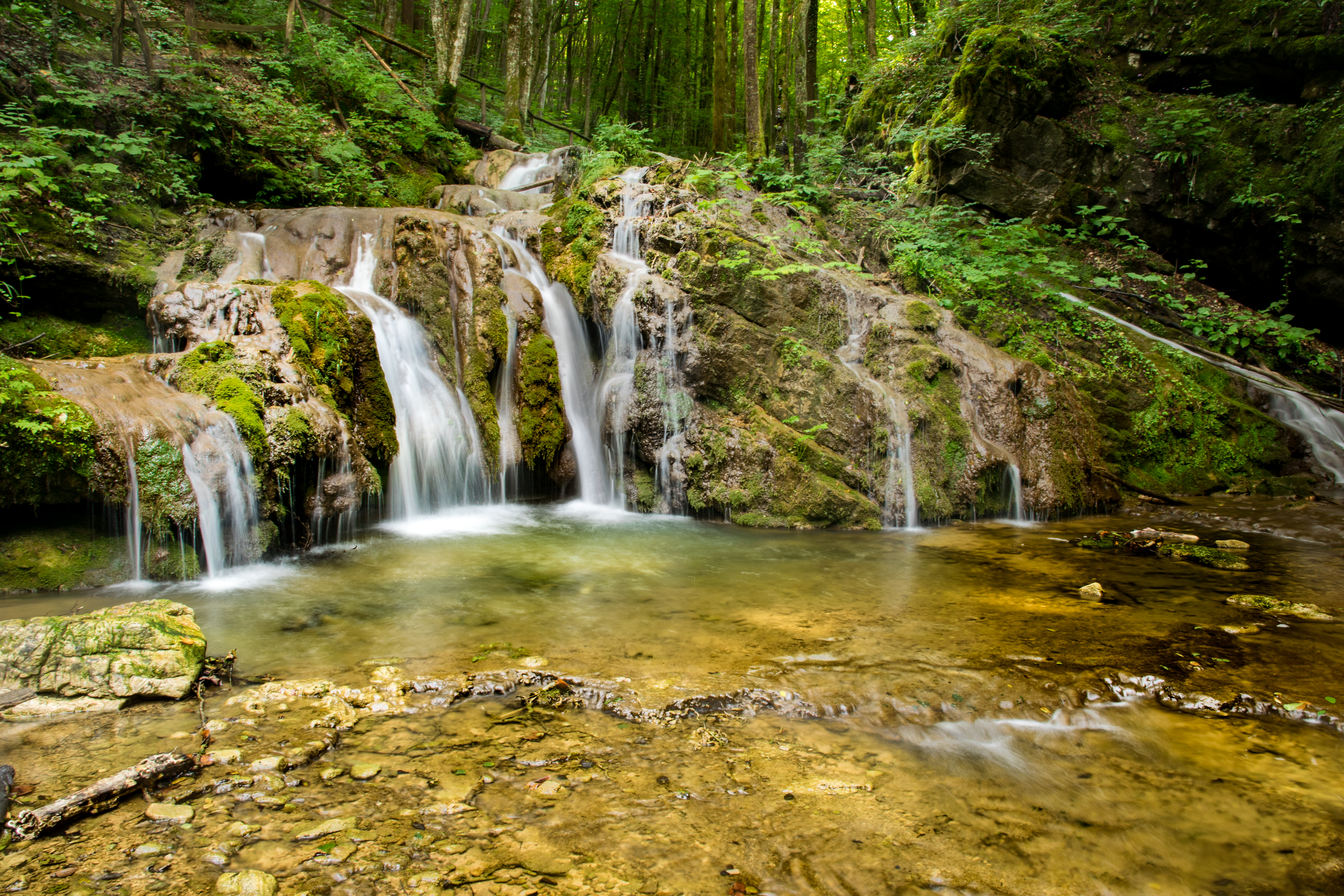
Wasserfall des Divji potok (Wildbach)

### Wildbach Divji potok und Črmošnjica
Oberhalb von Srednja vas bei Črmošnjice entspringt der Divji Potok (dt. Wildbach), der schöne Becken und Wasserfälle in seinem Tuffsteinbett bildet. Es handelt sich dabei um einen Quellbach der Črmošnjica (dtsch. Moschnitze), welche nach Norden fließt und in Podturn in die Radeščica mündet. Das Gebiet des Wildbachs ist über einen Waldlehrpfad (Učna pot Divji potok) zugänglich.

## Söhne und Töchter der Gemeinde
- Pamela Begič (* 1994), Fußballspielerin
- Ivan Bukovec (* 1949), Politiker
- Lojze Krakar (1926–1995), Poet